# That's All Right/Blue Moon of Kentucky
That's All Right/Blue Moon of Kentucky è il primo singolo di Elvis Presley, pubblicato il 19 luglio 1954 su disco in vinile a 45 giri e disco in gommalacca a 78 giri.

## Descrizione

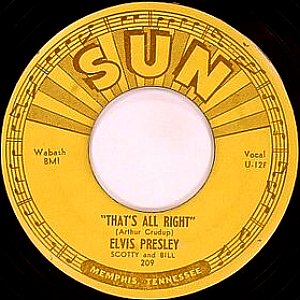
L'etichetta del lato A

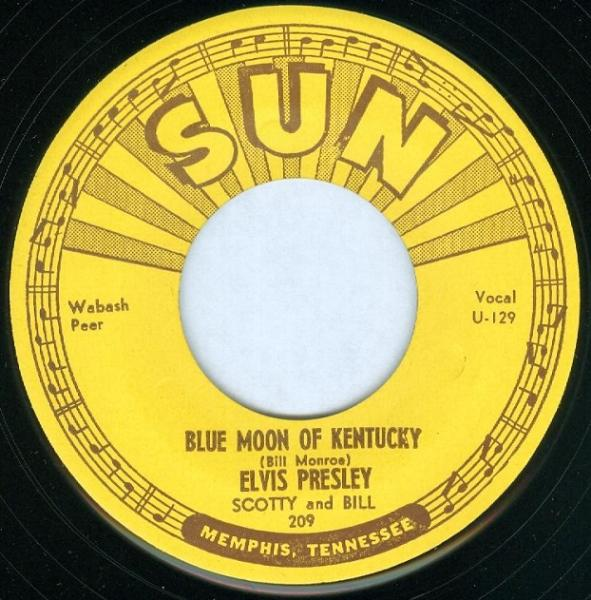
L'etichetta del lato B

Il brano sul lato A è una cover di That's All Right, Mama di Arthur Crudup, registrato il 5 luglio 1954; l'etichetta originale del disco riporta la trascrizione "That's All Right" (omettendo il "Mama" del titolo originale). Arthur Crudup viene accreditato come autore del brano, ma Crudup dovette comunque attendere fino agli anni sessanta prima di poter ricevere i primi diritti d'autore (con circa 60,000 dollari di arretrati). 
Il giorno prima, il 4 luglio, Elvis e Bill Black avevano provato a casa di Scotty Moore una serie di canzoni per scegliere quale registrare il giorno dopo, per lo più brani lenti come I Love You Because.
L'esecuzione miscela il country hillbilly con il delta blues, dando vita al rock'n'roll; da alcuni è considerata la registrazione più importante della storia del rock.
Sul lato B invece venne incisa una cover di Blue Moon of Kentucky di Bill Monroe registrata il giorno dopo. L'idea di incidere questo brano arrivò dal bassista Billy Black: «Tutti sapevamo di avere bisogno di qualcosa» come detto da Scotty Moore, e le cose sembrarono senza speranza dopo poco. «Bill fu quello che arrivò con Blue Moon of Kentucky... ci prendemmo una piccola pausa e poi lui cominciò a suonare il basso e cantare Blue Moon of Kentucky, scimmiottando Bill Monroe, cantandola in falsetto. Elvis si unì subito a lui, suonando e cantando con lui il brano». Elvis, Scotty e Bill, con l'incoraggiamento di Sam Phillips, trasformarono il lento valzer di Monroe (tempo 3/4) in un'allegra melodia dal sapore Blues in 4/4.
Dopo una prima interpretazione della canzone, il padrone della Sun Records Sam Phillips esclamò: «Ragazzi, va bene, va bene. Ora è una canzone POP!» Presley rispose: «Sembra di Carl Perkins!». Come in tutti i dischi di Elvis registrati e prodotti dalla Sun, gli artisti partecipanti erano elencati come "Elvis Presley, Scotty & Bill". La canzone è stata utilizzata nella miniserie televisiva Elvis del 2005, interpretata da Jonathan Rhys-Meyers.
Entrambi i brani furono inseriti nel 1959 nell'album antologico A Date with Elvis.
Sam Phillips diede delle copie dell'incisione ai disc jockey locali Dewey Phillips, Uncle Richard, e Sleepy Eyed John Lepley Il 7 luglio 1954, Dewey Phillips mandò in onda That's All Right durante il suo popolare programma radiofonico "Red, Hot & Blue", e la stessa sera Sleepy Eye John alla WHHM passò Blue Moon of Kentucky. Anche Bob Neal della WMPS fece lo stesso. I disc jockey, entusiasmati dal nuovo sound, cominciarono a girare That's All Right e Blue Moon of Kentucky tra le hit "easy listening pop" di Teresa Brewer, Nat Cole e Tony Bennett.
L'interesse suscitato da That's All Right fu così clamoroso che Dewey trasmise la canzone in totale 14 volte ricevendo più di 40 telefonate da parte di ascoltatori entusiasti che volevano sapere chi fosse questo nuovo cantante "di colore" Presley fu convinto a recarsi presso la stazione radio per essere intervistato in trasmissione la sera stessa. Elvis chiese a Philips qualche indicazione, non avendo mai fatto interviste, e il disc jockey gli rispose: "Basta che non dici parolacce". Non rendendosi conto che l'intervista era in diretta, Presley rispose alle domande di Dewey in maniera disinvolta, inclusa una dove gli venne chiesto quale scuola avesse frequentato, un modo indiretto per far sapere al pubblico che Elvis non era un nero, senza chiederglielo esplicitamente.
Il disco vendette circa 20.000 copie: le vendite non furono abbastanza da far entrare la canzone nella classifica nazionale, ma il singolo raggiunse la posizione numero quattro nella classifica locale della zona di Memphis.

## Tracce
LATO A
1. That's All Right – 1:57 (Arthur Crudup; edizioni musicali Wabash Music Co.)

LATO B
1. Blue Moon of Kentucky – 2:03 (Bill Monroe; edizioni musicali Peer Music)

## Formazione
- Elvis Presley – voce solista, chitarra acustica ritmica
- Scotty Moore – chitarra elettrica solista
- Bill Black – basso

## Principali edizioni estere
- 1955: Canada - 45 giri (RCA Victor, 47-6380)
- 1956: Australia (RCA of Australia, 10189)
- 1956: Canada - 78 giri (RCA Victor, 20-6380)
- 1956: Sud Africa - 78 giri (RCA Popular Record, 71.069)
- 1957: Nuova Zelanda - 78 giri (RCA - Radio Corporation Of New Zealand, 20.6380)